# York Mills (metropolitana di Toronto)
York Mills è una stazione della linea Yonge-University della metropolitana di Toronto.

## Storia
La stazione venne attivata il 31 marzo 1973, come capolinea del prolungamento proveniente da Eglinton. Rimase capolinea fino al 29 marzo 1974, quando con l'estensione della linea fino a Finch divenne stazione di transito.

## Strutture e impianti
York Mills è una stazione sotterranea passante con due binari e una banchina ad isola. Ha cinque ingressi, due all'incrocio tra Yonge Street e York Mills Road, due all'incrocio tra Yonge Street e Wilson Avenue, e uno su Old York Mills Road.
La stazione ospita anche un arazzo dell'artista Laurie Swim, intitolato Breaking Ground e installato nel 2010. L'arazzo commemora un incidente avvenuto a Hoggs Hollow il 17 marzo 1960, nel quale cinque immigrati italiani furono uccisi durante la costruzione di una conduttura dell'acqua, e che portò diversi cambiamenti alle leggi sul lavoro.

## Servizi
La stazione è accessibile ai portatori di disabilità grazie alla presenza di ascensori.
- Biglietteria automatica

## Interscambi
La stazione è servita da diverse linee automobilistiche gestite dalla Toronto Transit Commission.
- Fermata autobus